# Gustav Bodirsky
Gustav Bodirsky (1. dubna 1864 Stachovice – 18. září 1934 Fulnek) byl rakouský a český právník a politik německé národnosti z Moravy, na počátku 20. století poslanec Říšské rady.

## Biografie
Vychodil základní školu, gymnázium a absolvoval univerzitu. Profesně působil jako dvorní a soudní advokát.
Na počátku 20. století se zapojil i do celostátní politiky. Ve volbách do Říšské rady roku 1911 byl zvolen do Říšské rady (celostátní zákonodárný sbor) za německý obvod Morava 9. Usedl do poslaneckého klubu Německý národní svaz, v jehož rámci reprezentoval Německou radikální stranu. Ve vídeňském parlamentu setrval do zániku monarchie.Profesně byl k roku 1911 uváděn jako právní zástupce.
Po válce zasedal v letech 1918–1919 jako poslanec Provizorního národního shromáždění Německého Rakouska (Provisorische Nationalversammlung).